# Joannis Malathounis
Joannis Malathounis (* 3. August 1963 in Stuttgart) ist ein deutscher Koch.

## Werdegang

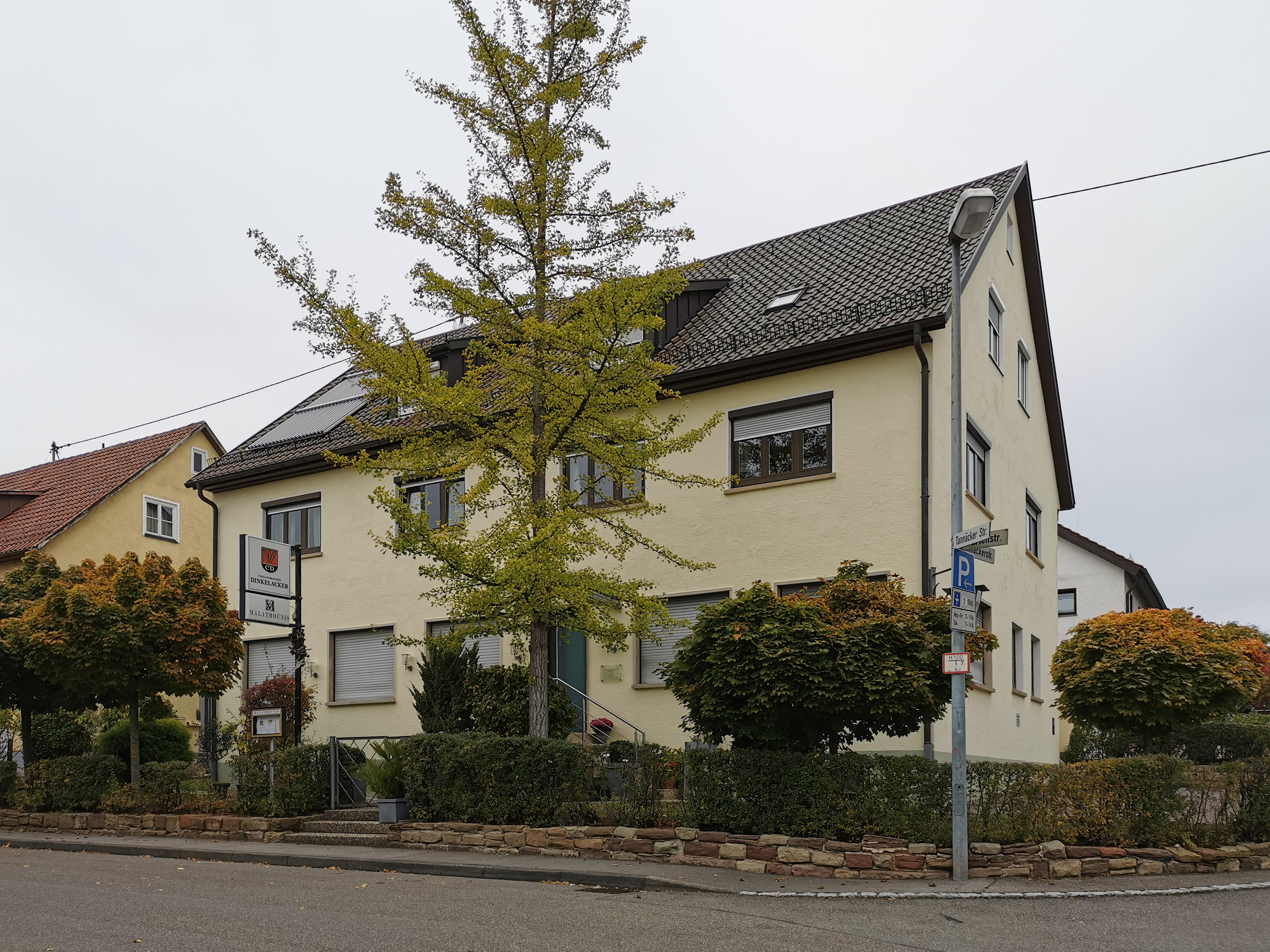
Restaurant Malathounis in Stetten

Nach seiner Kochlehre (1989–1991) im Gasthof zum Ochsen in Kernen eröffnete Malathounis nach zweijähriger Weiterbildung in der Alten Post und den Hirsch Weinstuben in Stuttgart sowie in den 2-Sterne-Restaurants Waldhorn in Ravensburg und St. Laurent in Paris das Restaurant Malathounis in Kernen im Remstal im Ortsteil Stetten, in dem er Gerichte der griechischen Küche als „modern greek cuisine“ interpretiert.

## Auszeichnungen
Malathounis wurde 2009 vom Restaurantführer Gusto als „Aufsteiger des Jahres“ und das Restaurant vom Schlemmer Atlas 2011 als „Ausländisches Restaurant des Jahres“ ausgezeichnet. Der Gault-Millau bewertet das Restaurant mit 16 Punkten. Im November 2014 wurde das Malathounis als weltweit erstes und bisher einziges griechisches Restaurant außerhalb Griechenlands mit einem Stern im Guide Michelin ausgezeichnet. Das Magazin „Der Feinschmecker“ bezeichnet das Malathounis als bestes griechisches Restaurant Deutschlands.